# 副長吻猴屬
副長吻猴（學名：Paradolichopithecus）是已滅絕的猴子，生存於中上新世至早更新世的歐亞大陸，該屬與獼猴關係密切，具有相似的顱骨形態。
牠的踝關節構造與南方古猿相似，被認為具有兩足行走的能力。